# Urszula Kenar

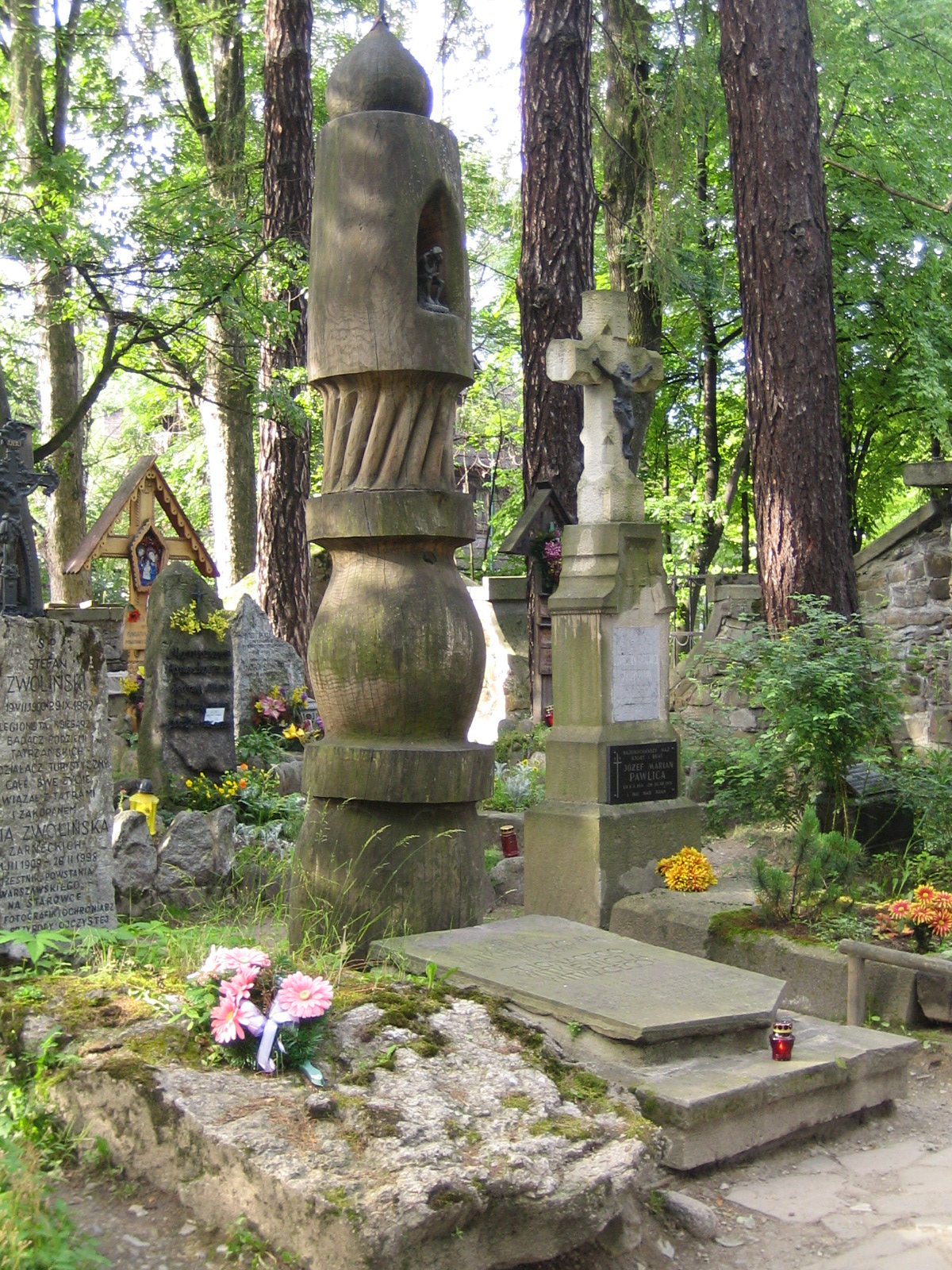
Rzeźba na grobie Marii Witkiewiczowej na Cmentarzu Zasłużonych na Pęksowym Brzyzku, wykonana przez Urszulę Kenar w pracowni Władysława Hasiora

Urszula Kenar (ur. w 1947 w Zakopanem) – polska scenografka teatralna.

## Życiorys
Jej  ojcem był Antoni Kenar, a matką Halina Micińska. Jej przyrodnią siostrą była Anna Micińska. Ukończyła Państwowe Liceum Sztuk Plastycznych w Zakopanem w klasie rzeźby.  Następnie  w krakowskiej Akademii Sztuk Pięknych studiowała scenografię pod kierunkiem Andrzeja Stopki i Wojciecha Krakowskiego. Dyplom obroniła w roku 1973.
Debiutowała jako scenograf w roku 1973 w gdańskim Teatrze Wybrzeże, przygotowując z reżyserem Ryszardem Majorem sztukę Mirona Białoszewskiego Teatr osobny. Następnie współpracowała z Teatrem Nowym w Poznaniu, Teatrem Nowym w Łodzi, Teatrem Polskim we Wrocławiu, Teatrem im. Juliusza Słowackiego w Krakowie. Od roku 1983 związana z Teatrem Starym w Krakowie. Projektowała scenografie również dla Teatru Telewizji.

## Scenografie w Teatrze Starym
- Biedni ludzie F. Dostojewskiego, adaptacja i reżyseria  T. Bradecki, muzyka S. Radwan, 22.01.1983.
- Z życia glist P. O. Enquista, reżyseria K. Babicki, muzyka S. Radwan, 2.07.1983.
- Woyzeck G. Büchnera, reżyseria T. Bradecki, muzyka S. Radwan, 18.01.1986.
- Wiosna Narodów w Cichym Zakątku A. Nowaczyńskiego, reżyseria T. Bradecki, muzyka S. Radwan, 7.02.1987.
- Zmiana P. Claudela, reżyseria M. Pasieczny, muzyka S. Radwan, 10.03.1990.
- Godzina kota P. O. Enquista, reżyseria M. Pasieczny, muzyka S. Radwan, 8.01.1991.
- Fantazy J. Słowackiego, reżyseria T. Bradecki, muzyka S. Radwan, 9.02.1991.
- Przerżnąć sprawę D. Mameta, reżyseria R. Scanlan, muzyka K. Szwajgier, 1.04.1992.
- Sonata Kreutzerowska L. Tołstoja, reżyseria M. Pasieczny, muzyka A. Zarycki, 13.03.1993.
- Jak wam się podoba W. Shakespeare'a, reżyseria T. Bradecki, muzyka S. Radwan, 12.12.1993.
- Cena A. Millera, reżyseria B. Wyszomirski, 14.01.1996.
- Gimpel głupek I. B. Singera, reżyseria K. Orzechowski, opracowanie muzyczne M. Mejza, 14.09.1996.
- Miarka za miarkę W. Shakespeare'a,  reżyseria T. Bradecki, muzyka S. Radwan, 18.06.1998.
- Tomasz Mann J. Łukosza, reżyseria K. Orzechowski, opracowanie  muzyczne  M. Mejza, 9.04.1999.
- Kariera Artura Ui B. Brechta, reżyseria T. Bradecki, muz. S. Radwan, 20.11.1999.
- Przyjaciele odchodzą. Przesłanie z ostatniego peronu Wszechświata Z. Herberta, adaptacja i reżyseria T. Malak, muz. S. Radwan, 15.12.2001.
- Play Strindberg F. Dürrenmatta, reżyseria T. Bradecki, 14.03.2004

## Nagrody
- 1974 – nagroda III stopnia za scenografię do przedstawienia Teatr osobny Mirona Białoszewskiego, w reżyserii Ryszarda Majora w Teatrze Wybrzeże w Gdańsku, na 15 Festiwalu Polskich Sztuk Współczesnych we Wrocławiu;
- 1980 – nagroda za scenografię do przedstawienia Koczowisko Tomasza Łubieńskiego, w reżyserii Tadeusza Minca w Teatrze Polskim we Wrocławiu, na 21. Festiwalu Polskich Sztuk Współczesnych we Wrocławiu;
- 1986 – nagroda specjalna dla Tadeusza Bradeckiego, Urszuli Kenar i Stanisława Radwana za twórczą inspirację zespołu aktorskiego w przedstawieniu Woyzeck Georga Büchnera, w reżyserii Bradeckiego w Starym Teatrze w Krakowie, na 26. Kaliskich Spotkaniach Teatralnych;
- 1987 – nagroda za scenografie do przedstawień Tadeusza Bradeckiego -  Wiosny Ludów  w  cichym zakątku  Adolfa Nowaczyńskiego ze Starego Teatru w Krakowie i Pana Jowialskiego Aleksandra Fredry z Teatru im. Jaracza w Łodzi, na 13. Opolskich Konfrontacjach Teatralnych "Klasyka Polska";
- 1998 – nagroda za scenografię do przedstawienia Miarka za miarkę  Szekspira, w reżyserii Tadeusza Bradeckiego ze Starego Teatru w Krakowie, na 2. Ogólnopolskim Festiwalu Komedii "Talia" w Tarnowie.